# Dálnice D10
Dálnice D10 (do 31. prosince 2015 rychlostní silnice R10) je dálnice, která vede z Prahy přes Mladou Boleslav do Turnova, kde končí a napojuje se do silniční sítě.

## Popis trasy dálnice
Dálnice D10 je zcela dokončená dálnice vedoucí z Prahy přes Mladou Boleslav do Turnova. Je dlouhá 70,395 km a je v celé své délce čtyřpruhová.
Po dálnici je v úseku od Prahy po Turnov, přesněji od mimoúrovňové křižovatky Satalice po konec dálnice u Turnova, vedena evropská silnice E65. V koncovém úseku dálnice, od mimoúrovňové křižovatky Ohrazenice po konec dálnice u Turnova, je po dálnici vedena ještě evropská silnice E442.

### Úsek od Prahy po Mladou Boleslav
Dálnice D10 začíná volným navázáním na Vysočanskou radiálu v Praze mezi Satalicemi a Kyjemi před mostem přes železniční trať Praha–Turnov. Po asi 0,5 km se nachází mimoúrovňová křižovatka Satalice, kde se s dálnicí D10 kříží dálnice D0. Od této křižovatky dále je po dálnici současně vedena i evropská silnice E65. Dálnice pokračuje kolem Horních Počernic, kterým vytváří severní dálniční obchvat. Za hranicemi Prahy se potom stáčí na severovýchod k Brandýsu nad Labem. Souměstí Brandýs nad Labem-Stará Boleslav dálnice obchází z jihovýchodu a východu, přičemž současně přechází po mostu dlouhém 350 m přes Labe. Severovýchodně od Staré Boleslavi protíná rozsáhlý lesní komplex a po mostě dlouhém 450 m přechází přes řeku Jizeru, přičemž dále vede až po Bezděčín v údolí řeky Jizery. Přitom prochází jihovýchodně kolem Benátek nad Jizerou za nimiž se stáčí na sever. U Bezděčína se dálnice odklání od toku řeky Jizery a stáčí se na severovýchod, aby vytvořila východní obchvat Mladé Boleslavi a Kosmonos. V úseku mezi mimoúrovňovou křižovatkou Mladá Boleslav a mimoúrovňovou křižovatkou Kosmonosy vede dálnice v těsné blízkosti továrního areálu společnosti Škoda Auto.
V úseku mezi mimoúrovňovou křižovatkou Bezděčín a mimoúrovňovou křižovatkou Komonosy jsou po dálnici vedeny v peáži dvě silnice I. třídy, a to silnice I/16 v úseku od mimoúrovňové křižovatky Bezděčín (exit 39/40) po mimoúrovňovou křižovatku Mladá Boleslav (exit 44) a silnice I/38 v úseku od mimoúrovňové křižovatky Bezděčín (exit 39/40) po mimoúrovňovou křižovatku Kosmonosy (exit 46).
Tato část dálnice je postavena ve třech různých kategoriích, a to v kategorii R 24,5/100 v úseku od začátku dálnice po mimoúrovňovou křižovatku Satalice, v kategorii R 26,5/100 od mimoúrovňové křižovatky Satalice po mimoúrovňovou křižovatku Brandýs nad Labem a v kategorii S 24,5/100 od mimoúrovňové křižovatky Brandýs nad Labem po mimoúrovňovou křižovatku Kosmonosy.

### Úsek od Mladé Boleslavi po Turnov
Za Mladou Boleslaví a Kosmonosy dálnice ze západu obchází přírodní rezervaci Vrch Baba u Kosmonos a vrací se do údolí Jizery. Podél řeky Jizery již dálnice povede až do Turnova. Prochází jihovýchodně kolem Bakova nad Jizerou a následně jihovýchodně kolem Mnichova Hradiště. Následně u Březiny překonává po mostě dlouhém 290 m potok Žehrovku a železniční trať Praha–Turnov a u Svijan po mostě dlouhém 343 m řeku Jizeru. Před Turnovem se nachází mimoúrovňová křižovatka Ohrazenice, kde do dálnice zaúsťuje silnice I/35 vedená jako silnice pro motorová vozidla od Liberce. Současně je od této křižovatky po dálnici vedena i evropská silnice E442. Za mimoúrovňovou křižovatkou Ohrazenice dálnice D10 končí volným přechodem na silnici I/10 a silnici I/35 vedené v peáži.
V krátkém koncovém úseku mezi mimoúrovňovou křižovatkou Ohrazenice a koncem dálnice je po dálnici vedena v peáži silnice I/35.
Tato část dálnice je postavena ve dvou různých kategoriích, a to v kategorii S 24,5/100 v úseku od mimoúrovňové křižovatky Kosmonosy po mimoúrovňovou křižovatku Březina a v úseku od mimoúrovňové křižovatky Svijany po mimoúrovňovou křižovatku Ohrazenice a v kategorii R 24,5/100 od mimoúrovňové křižovatky Březina po mimoúrovňovou křižovatku Svijany.

## Historie výstavby
První úvahy o dálnici D10 se objevují na začátku 60. let 20. století, tehdy však ještě jako o rychlostní silnici R10. Součástí sítě dálnic a rychlostních silnic se stala v roce 1963 přijetím koncepce dlouhodobého rozvoje silniční sítě a místních komunikací. Původně byla plánována jako čtyřpruhová rychlostní silnice v úseku Praha – Mladá Boleslav – Turnov a jako dvoupruhová rychlostní silnice v úseku Turnov – Harrachov – Polsko.
Výstavba dnešní dálnice D10 byla zahájena v roce 1967 stavbou 8 km dlouhého úseku mezi Bezděčínem a Chudoplesy. V průběhu 70. let 20. století byly postupně zahájeny stavby všech úseků mezi Prahou a Mladou Boleslaví a úseku mezi Chudoplesy a Březinou.
Prvním úsekem otevřeným pro veřejnost byl 6 km dlouhý úsek mezi Starou Boleslaví a Tuřicemi zprovozněný v roce 1972. V roce 1975 následovalo zprovoznění obchvatu Mladé Boleslavi, tj. úseku mezi Bezděčínem a Chudoplesy. V letech 1977 až 1980 byly postupně zprovozněny úseky mezi Tuřicemi a Bezděčínem, čímž byl zprovozněn souvislý tah mezi Starou Boleslaví a Mladou Boleslaví. Poslední úsek mezi Prahou a Mladou Boleslaví, tedy úsek mezi Prahou a Starou Boleslaví, byl zprovozněn v roce 1981.
Stavba zbývající části dálnice mezi Mladou Boleslaví a Turnovem byla po jednotlivých dílčích úsecích postupně zahájena v průběhu 80. let 20. století (s výjimkou úseku mezi Chudoplesy a Březinou, který byl zahájen již v roce 1978). Zprovoznění této části dálnice probíhalo rovněž postupně, a to vždy po na sebe navazujících úsecích jak od Mladé Boleslavi, tak i od Turnova. Jako první byla v roce 1981 zprovozněna část úseku mezi Chudoplesy a Březinou, a to od Chudoples po Bakov nad Jizerou. Zbývající část tohoto úseku byla postupně zprovozněna do roku 1985. Mezitím byla v roce 1982 zprovozněna mimoúrovňová křižovatka Ohrazenice, na který v roce 1985 navázal předchozí asi 1,5 km dlouhý úsek mezi Příšovicemi a Ohrazenicemi a v roce 1986 asi 2 km úsek mezi Svijany a Příšovicemi. Obě části dálnice byly propojeny v roce 1992 zprovozněním posledního úseku mezi Březinou a Svijany.
Jako poslední byla postavena mimoúrovňová křižovatka Satalice, která nahradila dosavadní provizorní napojení na dálnici D0. Stavba křižovatky byla zahájena spolu se stavbou první části Vysočanské radiály v roce 2005. Křižovatka byla zprovozněna v roce 2011.
V rámci přehodnocení koncepce výstavby dálnic a rychlostních silnic provedené v první polovině 90. let 20. století bylo pokračování od Turnova směrem na Harrachov a Polsko vyškrtnuto, čímž se dnešní dálnice D10 stala zcela dokončenou. Pokračování dálnice od mimoúrovňové křižovatky Ohrazenice k Dolánkům tak už nebylo realizováno. Místo toho byl v letech 1998 až 2000 na konec dálnice navázán čtyřpruhový úsek silnic I/10 a I/35 (vedeny v peáži), který zaústil do již dříve zprovozněného průtahu městem Turnov.
Na přelomu 90. let 20. století a začátku 21. století proběhla takřka v celé délce dálnice rekonstrukce povrchu a oprava mostů. V letech 1999 až 2000 byl rekonstruován úsek dálnice mezi Starou Boleslaví a Svijany, v letech 2002 a 2003 úsek mezi Svijany a Turnovem a v letech 2006 až 2007 pak proběhla rekonstrukce zbývající části mezi Prahou a Starou Boleslaví.
| Úsek                                         | Staničení (km)  | Délka     | Kategorie | Zahájení stavby | Uvedení do provozu | Křižovatky                                                                                               |
| -------------------------------------------- | --------------- | --------- | --------- | --------------- | ------------------ | --- |
| Praha-Satalice – hranice města               | 0,000 – 3,721   | 3,721 km  | R26,5/100 | 1978            | 1981 a 2011        | Praha - Satalice (exit 1) Radonice (exit 3)                                                              |
| Praha – Brandýs nad Labem                    | 3,721 – 9,778   | 6,057 km  | R26,5/100 | 1976            | 1981               | Brandýs nad Labem (exit 10)                                                                              |
| Brandýs nad Labem – Stará Boleslav           | 9,778 – 14,634  | 4,856 km  | S24,5/100 | 1975            | 1981               | Stará Boleslav (exit 14)                                                                                 |
| Stará Boleslav – Tuřice                      | 14,634 – 20,654 | 6,020 km  | S24,5/100 | 1970            | 1972               | Hlavenec (exit 17)                                                                                       |
| Tuřice – Předměřice nad Jizerou              | 20,654 – 24,073 | 3,419 km  | S24,5/100 | 1974            | 1977               | Tuřice (exit 21)                                                                                         |
| Předměřice nad Jizerou – Benátky nad Jizerou | 24,073 – 27,173 | 3,100 km  | S24,5/100 | 1975            | 1977               | Benátky nad Jizerou (exit 27)                                                                            |
| Benátky nad Jizerou – Kbel                   | 27,173 – 29,218 | 2,045 km  | S24,5/100 | 1976            | 1979               | — |
| Kbel – Brodce                                | 29,218 – 32,518 | 3,300 km  | S24,5/100 | 1977            | 1979               | — |
| Brodce – Písková Lhota                       | 32,518 – 35,618 | 3,100 km  | S24,5/100 | 1978            | 1980               | Brodce (exit 33)                                                                                         |
| Písková Lhota – Bezděčín                     | 35,618 – 40,123 | 4,505 km  | S24,5/100 | 1978            | 1980               | Bezděčín (exit 39-40/40-41)                                                                              |
| Bezděčín – Chudoplesy                        | 40,123 – 48,749 | 8,626 km  | S24,5/100 | 1967            | 1975               | Mladá Boleslav-jih (exit 44) Jičín / Mladá Boleslav-centrum (exit 44 A/B) Mladá Boleslav-sever (exit 46) |
| Chudoplesy – Březina                         | 48,749 – 62,748 | 13,999 km | S24,5/100 | 1978            | 1985               | Bakov nad Jizerou (exit 53) Mnichovo Hradiště (exit 57) Březina (exit 63)                                |
| Březina – Svijany                            | 62,748 – 66,596 | 3,848 km  | R24,5/100 | 1985            | 1992               | Svijany (exit 67)                                                                                        |
| Svijany – Příšovice                          | 66,596 – 68,696 | 2,100 km  | S24,5/100 | 1983            | 1986               | — |
| Příšovice – Ohrazenice                       | 68,696 – 70,372 | 1,676 km  | S24,5/100 | 1980            | 1985               | — |
| MÚK Ohrazenice                               | 70,372 – 71,565 | 1,193 km  | S24,5/100 | 1980            | 1982               | Ohrazenice (exit 71)                                                                                     |

## Připravované projekty
Dálnice D10 je podle současné koncepce dálniční sítě dokončena v celé své délce. Všechny připravované projekty se tudíž týkají pouze stavebních úprav již hotových úseků.
Dálnice D10 je, coby převedená rychlostní silnice R10, dálnicí II. třídy, a splňuje tudíž pouze mírnější normy a požadavky. Ředitelství silnic a dálnic však plánuje postupnou úpravu dálnic II. třídy tak, aby se jejich úroveň sjednotila s úrovní dálnic I. třídy. Při jednotlivých větších rekonstrukcích tak bude dálnice současně upravována podle norem a požadavků pro dálnice I. třídy.
V současnosti jsou připravovány tři projekty úpravy stávající dálnice D10. První se týká úseku u Prahy, konkrétně mimoúrovňové křižovatky Radonice (exit 3). Připravuje se její celková úprava, neboť v současnosti je křižovatka přetížena, kvůli čemuž se na dálnici tvoří kolony odbočujících vozidel. Druhým projektem je celkové rozšíření na šestipruh v každém směru od MÚK Satalice až po MÚK Kosmonosy. Jako první se bude rozšiřovat úsek mezi MÚK Satalice do Svémyslic. Součástí bude i výstavba SSÚD Brodce. Třetím projektem je přestavba MÚK Kosmonosy z trubkovité křižovatky na prstencovou nad dálnicí. Existuje také projekt na přestavbu křižovatky Ohrazenice, kde by hlavní směr nově vedl na Liberec oproti Turnovu, tedy plynule přecházel v silnici I/35.

### Modernizace silnice
| Číslo | Název                                     | Délka   | Kategorie | Zahájení výstavby | Uvedení do provozu | Křižovatky |
| ----- | ----------------------------------------- | ------- | --------- | ----------------- | ------------------ | ---------- |
| S17   | MÚK Kosmonosy                             | 1,67 km | D24,5/120 | 09/2023           | 05/2025            | Kosmonosy  |
| S32   | MÚK Bezděčín – přímá větev                | —       | —         | 07/2023           | 10/2023            | Bezděčín   |
| A17   | MÚK Satalice – MÚK Radonice, zkapacitnění | 3,01 km | D34,0/130 | plánováno 2029    | plánováno 2030     | Radonice   |
| S27   | Radonice – Brandýs/L., modernizace        | 6,6 km  | D33,5/130 | plánováno 2028    | plánováno 2030     |            |
| S31   | SSÚD Brodce                               | —       | —         | plánováno 2027    | plánováno 2029     |            |

## Zpoplatnění

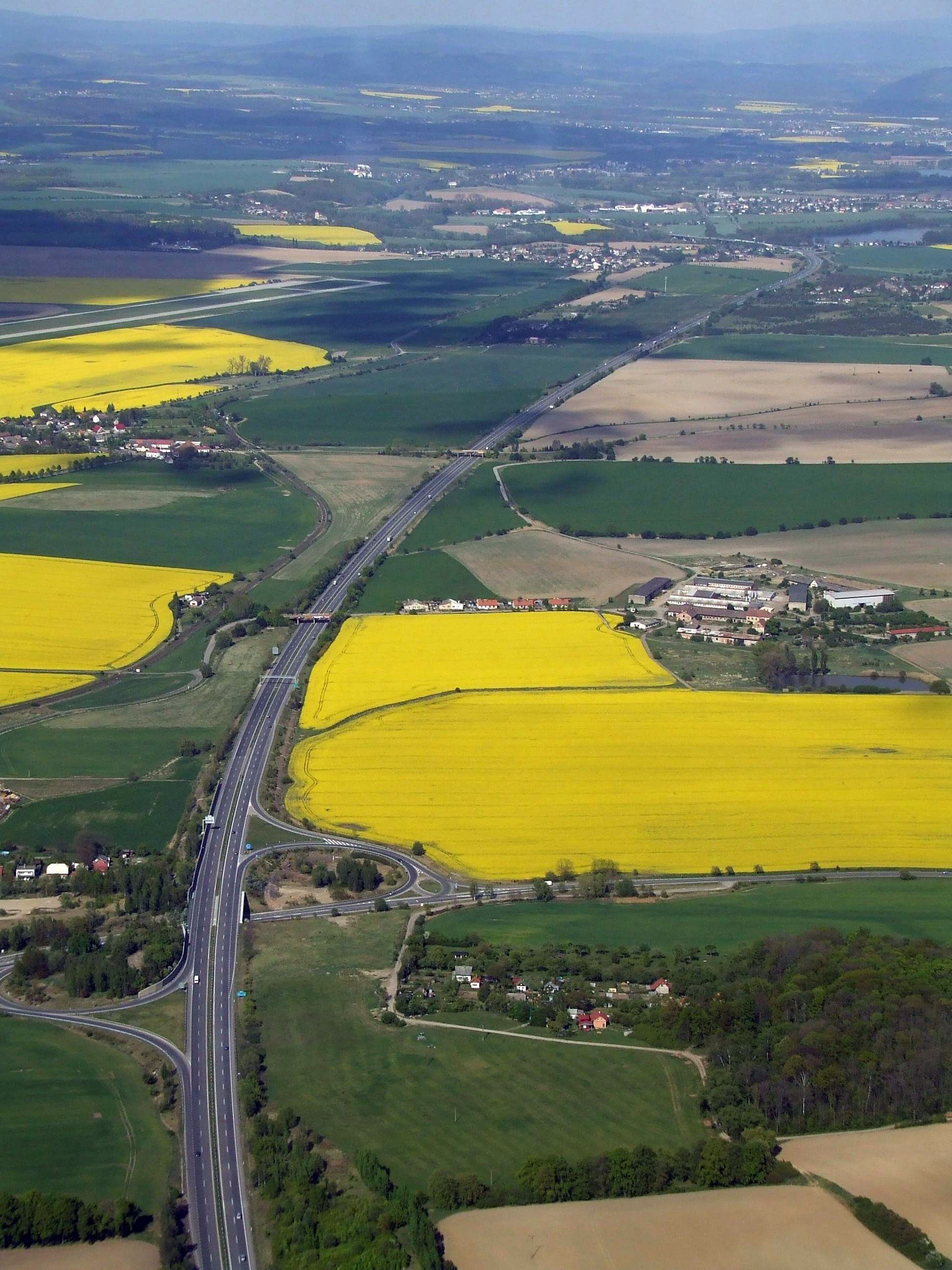
Dálnice D10 poblíž Mnichova Hradiště.

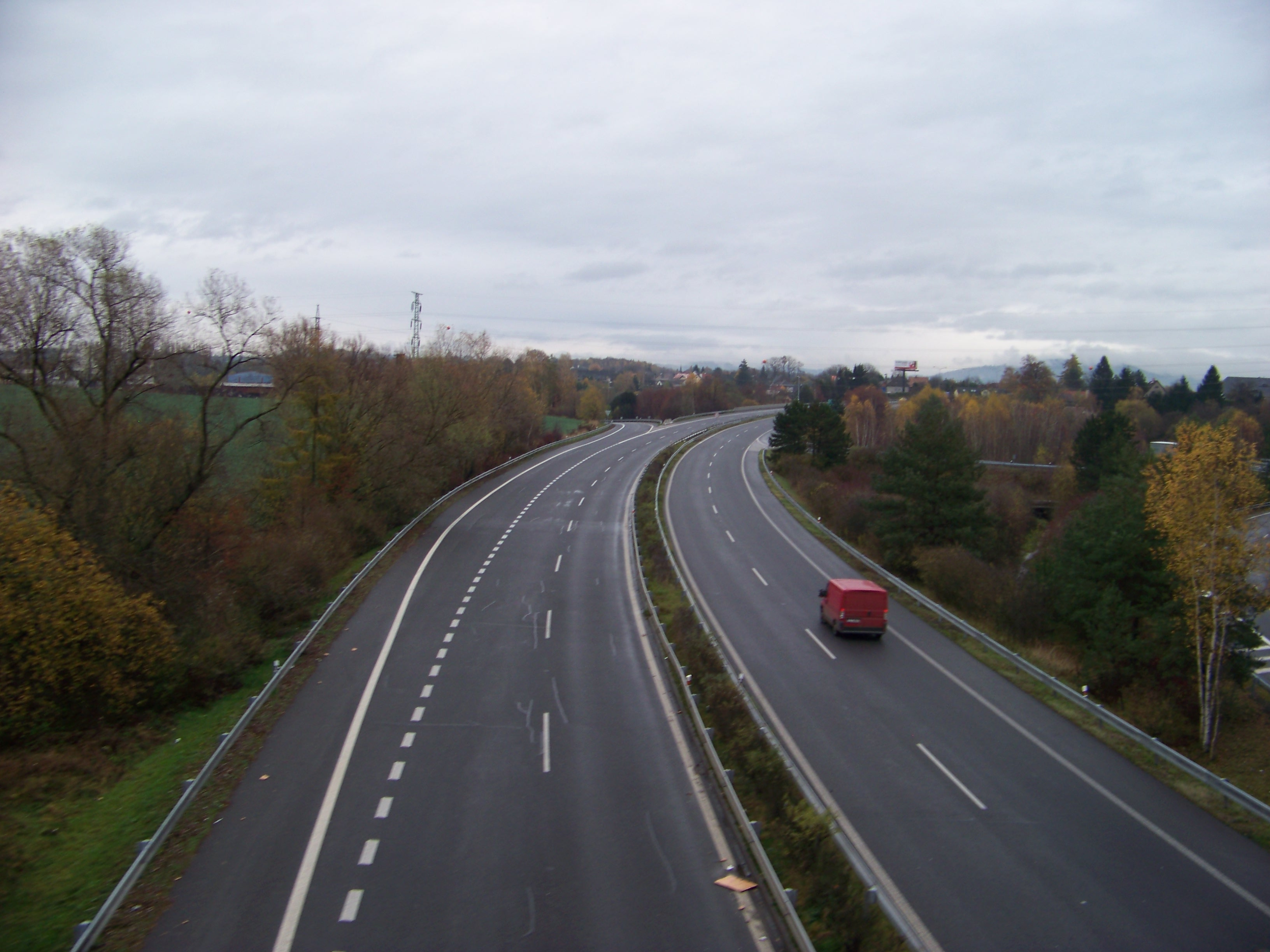
Dálnice D10 před mimoúrovňovou křižovatkou Ohrazenice.

Použití dálnice je zpoplatněno, a to jak v systému časového zpoplatnění tak i v systému elektronického mýtného

### Současnost
V systému časového zpoplatnění je dálnice D10 zpoplatněna pouze v úseku od mimoúrovňové křižovatky Stará Boleslav (exit 14) po mimoúrovňovou křižovatku Bezděčín (exit 39/40) a úseku od mimoúrovňové křižovatky Kosmonosy (exit 46) po konec dálnice u Turnova za mimoúrovňovou křižovatkou Ohrazenice (exit 71). Zbývající úseky u Prahy a u Mladé Boleslavi zpoplatněny nejsou. V systému elektronického mýtného je dálnice D10 zpoplatněna v celé své délce, tedy od začátku dálnice v Praze před mimoúrovňovou křižovatkou Satalice (exit 1) po konec dálnice u Turnova za mimoúrovňovou křižovatkou Ohrazenice (exit 71).

### Historie
Použití dálnice D10 je zpoplatněno od 1. ledna 1995, tedy od zavedení poplatků za užívání dálnic a silnic dálničního typu. V době zavedení zpoplatnění byla dálnice D10 zpoplatněna pouze v úseku od mimoúrovňové křižovatky Radonice (exit 3) po konec dálnice u Turnova za mimoúrovňovou křižovatkou Ohrazenice. Počáteční úsek v Praze po mimoúrovňovou křižovatku Radonice zpoplatněn nebyl..
Od svého zavedení bylo zpoplatnění dálnic a silnic dálničního typu předmětem několika změn, které se projevily i na míře zpoplatnění dálnice D10.
Nejdříve byl dodatečně vyňat ze zpoplatněných úseků ještě úsek od mimoúrovňové křižovatky Bezděčín (exit 39/40) po mimoúrovňovou křižovatku Kosmonosy (exit 46), tedy obchvat Mladé Boleslavi.
Nejvýraznější změnou bylo opuštění dosavadního jednotného systému zpoplatnění prostřednictvím poplatku za užívání dálnic a silnic dálničního typu a od 1. ledna 2007 jeho nahrazení dvěma systémy zpoplatnění, a to systémem časového zpoplatnění a systémem elektronického mýta. Existence dvou systémů zpoplatnění se projevila i na míře zpoplatnění dálnice D10. Zatímco v systému časového zpoplatnění nedošlo k žádným změnám a nezpoplatněné úseky zůstaly zcela zachovány, tak v systému elektronického mýta byla dálnice zpoplatněna v celé své délce.
K další změně došlo 1. ledna 2011, odkdy byla dálnice D10 zpoplatněna v celé své délce i v systému časového zpoplatnění.
Poslední změna nastala 1. ledna 2016 a týká se opět systému časového zpoplatnění, odkdy je počáteční úsek od Prahy po mimoúrovňovou křižovatku Radonice (exit 3), jakož i úsek od mimoúrovňové křižovatky Bezděčín (exit 39/40) po mimoúrovňovou křižovatku Kosmonosy (exit 46) opět nezpoplatněn. Důvodem, proč byly oba úseky opět vyjmuty z časového zpoplatnění, je jednak skutečnost, že oba slouží zároveň jako dálniční obchvat Horních Počernic a Satalic v případě prvního úseku a Mladé Boleslavi a Kosmonos v případě druhého úseku, jednak skutečnost, že u Bezděčína jsou po dálnici vedeny v peáži silnice I/16 a I/38.

## Zajímavosti

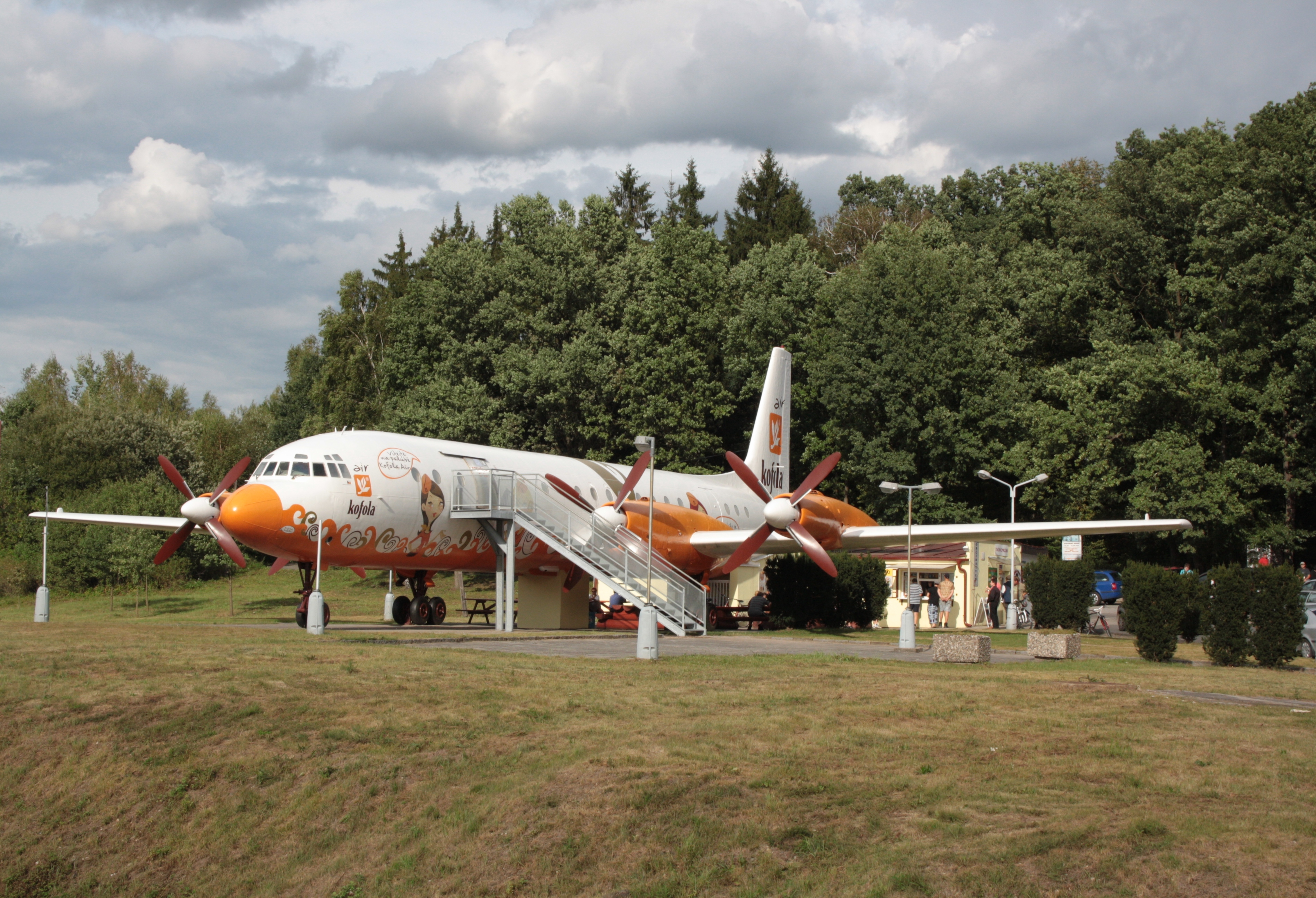
Restaurace Letadlo na odpočívce Bakov nad Jizerou.

První zajímavostí je umístění začátku dálnice. Dálnice D10 totiž nezačíná na mimoúrovňové křižovatce Satalice, tedy v místě křížení s dálnicí D0, jak je tomu obvyklé např. u dálnice D5, dálnice D6 nebo u dálnice D11 a jak je plánováno i u dálnice D3, dálnice D4, dálnice D7 a dálnice D8, nýbrž asi 0,5 km před ní, kde volně navazuje na Vysočanskou radiálu. Nultý kilometr, a tedy i začátek dálnice, se nachází v polích mezi Satalicemi a Kyjemi před mostem přes železniční trať Praha–Turnov. Tento zvláštně umístěný začátek dálnice D10 vznikl při dostavbě mimoúrovňové křižovatky Satalice, neboť do té doby se za součást dnešní dálnice D10 považovalo i provizorní napojení na dálnici D0 a nultý kilometr se nacházel na mimoúrovňové křižovatce Černý Most. Aby se nemuselo upravovat staničení celé dálnice D10, tak se začátek dálnice upravil na úkor Vysočanské radiály.
Další zajímavostí je odpočívka Bakov nad Jizerou ve směru z Prahy na Turnov. Od roku 1986 je zde umístěné vyřazené letadlo Československých aerolinií typu Iljušin Il-18D, které slouží jako motorest.